# Helck
Helck es una serie de manga japonesa escrita e ilustrada por Nanaki Nanao. Fue serializado en el sitio web Ura Sunday de Shogakukan y en la aplicación MangaONE desde mayo de 2014 hasta diciembre de 2017, con sus capítulos recopilados en doce volúmenes de tankōbon. Un spin-off titulado Iken Senki Völundio (異剣戦記ヴェルンディオ, Iken senki Vu~orundio) del mismo autor, es serializado también en Ura Sunday y MangaONE desde el 24 de agosto de 2020.
Una adaptación a serie de televisión anime de Satelight se emtió entre julio y diciembre de 2023, con un total de 24 episodios.

## Sinopsis
Han pasado tres meses desde que el Señor Demonio fue derrotado por un héroe humano solitario. Mientras los humanos celebraban su victoria, el reino de los demonios rápidamente organizó un torneo para elegir a su próximo Señor. Un concursante peculiar que se levanta rápidamente en el torneo es un héroe humano llamado Helck, que afirma odiar a los de su propia especie. Vermilio the Red, uno de los Elite Four Demons que supervisan el torneo, inmediatamente sospecha que Helck es un saboteador e intenta convertir los siguientes partidos en juegos de habilidad, pero Helck continúa ganando. Vermilio pronto descubre que Helck es un criminal buscado en el mundo humano, sospechoso de matar a su hermano, que resulta ser el héroe legendario Cress, el que mató al Señor Demonio. Vermilio todavía quiere saber, ¿cuál es la verdadera motivación de Helck para entrar al torneo? ¿Qué pasó en el mundo humano en los últimos tres meses? ¿Y qué son estos misteriosos soldados alados que ahora amenazan el reino de los demonios en lugar de los humanos?

## Personajes
Helck (ヘルク Heruku?)
 Seiyū: Katsuyuki Konishi
Un héroe humano que lucha para destruir a los humanos. Participa en el Torneo Nuevo Rey Demonio celebrado en el Mundo Demonio, pero su propósito es completamente desconocido. Él y su hermano Cless perdieron a sus padres a muy temprana edad cuando fueron asesinados por una manada de monstruos que atacó su aldea natal. Ellos se dirigieron a la capital para buscar trabajo. Allí fueron rescatados y acogidos por la familia Rafaed. Años después, Helck inicialmente trabajó como cocinero para después unirse a un grupo de mercenarios liderados por Alicia. Luego de la derrota del Rey Demonio Thor, Helck se dirige al castillo del rey demonio debido a que el reino está siendo atacado por monstruos. Al llegar conoce a Azurda, quien le revela que los demonios intentaron convivir pacíficamente con los humanos. Convencido de que los demonios desean la paz, Helck regresa al reino para informar la noticia, solo para enterarse de que la realeza pretende convertir a los ciudadanos en soldados despertados usando al rey como conjurador especial y a Cless como individuo que actúe como la llave para el hechizo. Dichos guerreros poseen una fuerza comparable al héroe Cless pero que destruye sus mentes y los nobles planean usarlos para hacer la guerra a los demonios. Helck junto con Alicia, Edill y Zelgeon se infiltran en el castillo para rescatar a Cless, pero el plan fracasa, ya que Mikaros y el Rey convirtieron a Cless en su títere y Helck queda inconsciente tras ser herido por Mikaros, por lo que es ocultado fuera de la capital. Al despertar, Helck se entera de que Alicia va a ser ejecutada en la capital y regresa para rescatarla, pero ve con horror cómo Alicia y los ciudadanos se transforman en soldados despertados. Helck pretende matar al Rey para que Alicia regrese a la normalidad pero Mikaros lo detiene y lo envía por medio de un portal al Mundo Demonio.
Vamirio (ヴァミリオ?)
 Seiyū: Mikako Komatsu
Una de los Cuatro Reyes Celestiales del Imperio Mundial Demonio. Sospecha de las intenciones de Helck y busca su verdadera identidad. Se especializa en magia de atributos de fuego.
Azudra (アズドラ Azudora?)
 Seiyū: Yoshitsugu Matsuoka
Uno de los Cuatro Reyes Celestiales del Imperio. Se especializa en magia que manipula árboles. Él adora a Vamirio, pero ella rechaza sus avances.
Hon (ホン?)
 Seiyū: Akira Ishida
Diputado a cargo del Torneo Nuevo Rey Demonio. Se especializa en magia de defensa y recuperación.
Asta (アスタ Asuta?)
 Seiyū: Shiki Aoki
Oficial de inteligencia demoníaca. Trabaja con Vamirio y recopila información sobre el héroe Helck.
Ista (イスタ Isuta?)
 Seiyū: Haruka Shiraishi
Oficial de inteligencia demoníaca y la hermana gemela de Asta. Al igual que su hermana, tiene habilidades especiales de Clase 2 y pueden enviarse mensajes mientras toman café.
Kenros (ケンロス Kenrosu?)
 Seiyū: Hiroyuki Yoshino
Tiene una personalidad a su propio ritmo y afirma ser el más rápido del imperio. Es amigable y adora a Helck.
Hyura (ヒュラ?)
 Seiyū: Rena Maeda
Es agresiva y le gustan los hombres guapos. Debido a su ascendencia de la tribu Ahard, tiene capacidades regenerativas extremadamente altas y puede recuperarse rápidamente de heridas menores.
Doruushi (ドルーシ Dorūshi?)
 Seiyū: Takuya Nakashima
Tiene una habilidad especial de tipo 2 y cuando come frijoles, puede crear una barrera súper fuerte. Es muy glotón.
Rococo (ロココ Rokoko?)
 Seiyū: Sora Tokui
Sirve como anfitriona y comentarista del Torneo Nuevo Rey Demonio. Por alguna razón, suele ocultar sus ojos con su flequillo.
Piwi (ピウイ Piui?)
 Seiyū: Shiori Izawa
Una criatura misteriosa (no un pájaro) que chirría, parece un kiwi y puede hablar el lenguaje humano. Es de personalidad amigable.
Cless (クレス Kuresu?)
 Seiyū: Motoharu Ono
Es el hermano menor de Helck y el héroe que derrotó al Rey Demonio Thor. Solía ser una persona enfermiza, pero a través del entrenamiento repetido se convirtió en un guerrero con gran poder de lucha y carisma.
Alicia (アリシア Arishia?)
 Seiyū: Reina Kondō
La líder de un grupo mercenario que se especializa en luchar contra monstruos. Ella proviene de una larga línea de mercenarios y uno de sus antepasados era un héroe que luchó contra los demonios antes de que se fundara el actual Imperio Humano. Nunca se rinde hasta el final, pase lo que pase, y sus amigos la adoran. Tiene un excelente sentido del combate y es experta en el manejo de la espada y el tiro con arco. Ella comienza a desarrollar sentimientos hacia Helck. Más adelante Alicia es convertida en un soldado despertado y se ve obligada a enfrentarse contra Helck.
Rafaed (ラファエド Rafaedo?)
 Seiyū: Atsushi Miyauchi
El jefe de una prestigiosa familia noble que ha servido a la familia real y apoyado al reino durante generaciones. No hay nadie en el país que no conozca ese nombre.
Mikaros (ミカロス Mikarosu?)
 Seiyū: Daisuke Hirakawa
Un gran sabio que luchó junto a Cless contra el Rey Demonio Thor. Una persona respetada por quienes lo rodean y en la que confían los altos mandos del reino. Pero detrás de esa fachada, Mikaros es una persona arrogante y egoísta que busca destruir el orden mundial actual y está dispuesta a hacer cualquier cosa para tener éxito. Siendo un talentoso táctico y manipulador, Mikaros sabe cómo controlar muy bien a las personas y cuál es la mejor manera de usarlas para ejecutar sus propios planes. Tras haber sobrevivido en una batalla hace 1500 años, Mikaros desarrolló una maldición prohibida para crear nidos de monstruos y sugirió la creación de los soldados despertados.
Sharuami (シャルアミ?)
 Seiyū: Yumiri Hanamori
La hija mayor de la familia Rafaed. Una vez salvó a Helck y Cless del peligro. Trata a las personas que viven en barrios marginales por igual.
Edil (エディル Ediru?)
 Seiyū: Hiroki Nanami
Uno de los misteriosos soldados alados que atacaron el castillo del Rey Demonio Ulm. Parece que él y Helck se conocen.
Zelgeon (ゼルジオン Zerujion?)
 Seiyū: Shūta Morishima
Uno de los soldados alados que atacaron el castillo del Rey Demonio Ulm.
Haraoru (ハラオル?)
 Seiyū: Satoshi Niwa
Uno de los soldados alados que atacaron el castillo del Rey Demonio Ulm.
Elise (イーリス Īrisu?)
 Seiyū: Aimi
Una mujer que parece ser superviviente de una superpotencia.
Bruja (魔女 Majo?)
 Seiyū: Yukana
Una bruja misteriosa que conocen Helck y Vamirio.
Narrador
 Seiyū: Shūichi Ikeda

## Contenido de la obra

### Manga
La adaptación a manga, Helck se serializó en el sitio web Ura Sunday de Shogakukan y en la aplicación MangaONE desde el 5 de mayo de 2014 hasta el 18 de diciembre de 2017. Shogakukan recopiló sus capítulos en doce volúmenes de tankōbon, publicados desde agosto de 2014 hasta mayo de 2018. En abril de 2022 , Shogakukan comenzó a publicar nuevos volúmenes de edición que presentan páginas en color de la serie original y nuevas portadas.
En junio de 2022, Viz Media anunció que obtuvo la licencia de la serie para su publicación en inglés.
Un manga derivado titulado Piwi: Fushigi na Ikimono se serializó en la aplicación MangaONE del 16 de julio al 8 de octubre de 2018. Se recopiló en un solo volumen de tankōbon, publicado el 12 de noviembre del mismo año.
Un manga de precuela titulado Völundio: Divergent Sword Saga comenzó a serializarse en el sitio web de Ura Sunday y la aplicación MangaONE el 31 de agosto de 2020. Se ha recopilado en tres volúmenes de tankōbon a partir de febrero de 2022. La serie tiene licencia digital en inglés de Comikey.

### Anime
El 14 de febrero de 2022, se anunció una adaptación al anime de la serie. Está producido por Satelight y dirigido por Tatsuo Sato, con guiones escritos por Toshizō Nemoto y Mitsutaka Hirota, diseños de personajes a cargo de Yoshinori Deno y música compuesta por Yoshihisa Hirano. La serie tiene una duración de dos cursos consecutivos. La serie se estrenó el 12 de julio de 2023 en NTV y BS NTV. Para la primera parte, el tema de apertura es "It's My Soul" de Hiroki Nanami, mientras que el tema de cierre es "Statice" de Saji. Sentai Filmworks obtuvo la licencia de la serie fuera de Asia, y lo transmitió en Hidive.